# Recensement de 1666 en Nouvelle-France

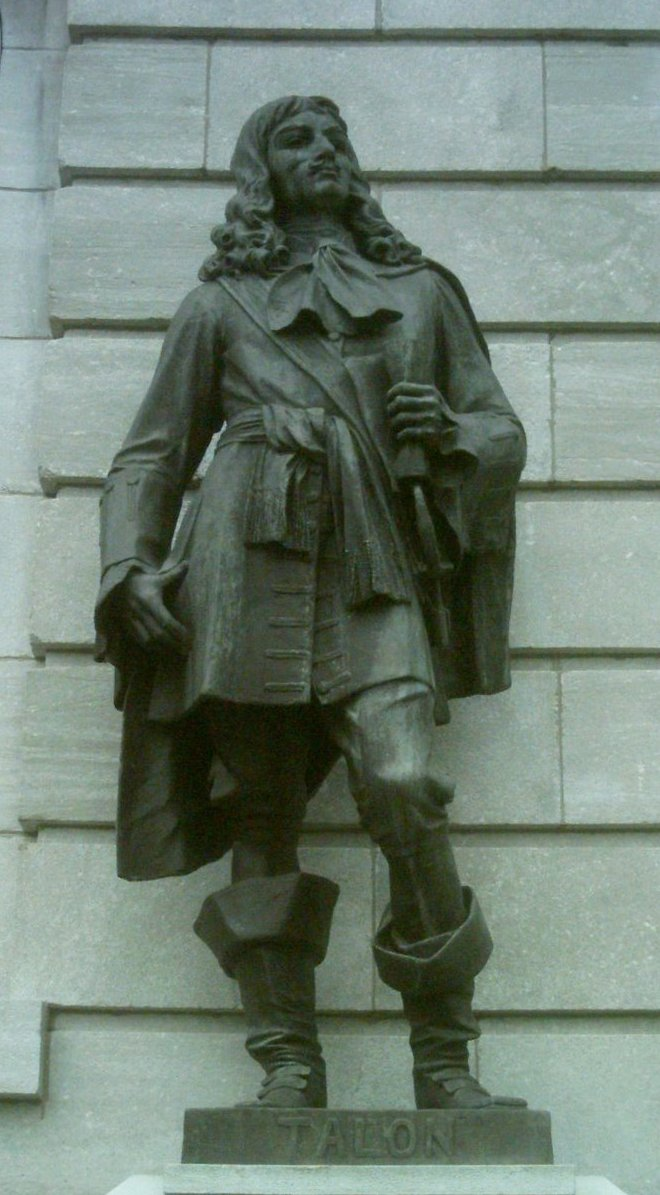
Jean Talon, intendant de la Nouvelle-France.

Le recensement de 1666 en Nouvelle-France est le premier recensement mené au Canada et en Amérique du Nord. Il est organisé par Jean Talon, l'intendant de la Nouvelle-France, entre les années 1665 et 1666 et effectué par Nicolas Levieux, sieur de Hauteville, secrétaire du conseil des finances de Monsieur, frère du roi, et lieutenant général civil de la Nouvelle France et lieutenant général criminel de la Sénéchaussée de Québec.

## Contexte
en 1666, on compte quelque 3 215 Européens dans la vallée du Saint-Laurent. C'est en 1664 que débarquent les premières Filles du Roy. Huit cents Filles du Roy venues de France et éduquées à Paris par la fine fleur de l'aristocratie française s'installent à demeure en Nouvelle-France jusqu'en 1673, soit un apport représentant près de 25 % de la population d'avant leur arrivée. Tant et si bien que neuf ans après les premières arrivées, la population double pour un total de « 6 700 âmes en 1672 » ; elle triple en 1682 moins de dix-huit ans après l'arrivée des premières Filles du Roi pour un total de 10 000 âmes.
Jean-Baptiste Colbert, le ministre français de la Marine, souhaite faire de la Nouvelle-France le pôle central de l'Empire colonial français[réf. nécessaire]. Pour mener à bien ce projet, il doit connaître l'état de sa population, ainsi que les bases économiques et industrielles que la colonie peut développer.

## Recensement
Jean Talon dirige le recensement en grande partie lui-même, voyageant de porte en porte parmi les établissements de la Nouvelle-France. Il ne dénombre ni les Amérindiens, habitants autochtones de la colonie, ni les représentants des ordres religieux comme les Jésuites ou les Récollets.
Selon le recensement de Talon, il y a 3 215 personnes en Nouvelle-France, réparties en 538 familles distinctes. Il y a 2 034 hommes et 1 181 femmes. Les enfants et les célibataires sont regroupés ; 2 154 de ceux-ci sont recensés, alors que seulement 1 019 personnes sont mariées (42 de ces dernières étant veuves). 547 personnes habitent à Québec, 455 aux Trois-Rivières et 625 à Ville-Marie (Montréal).
La plus grande tranche d'âge, les 21 à 30 ans, représente 842 personnes, c'est-à-dire un peu plus de 26 % de la population totale de la colonie. 763 personnes sont des professionnelles d'une certaine qualité, dont 401 occupent la fonction de domestique, alors que seize sont inscrites comme « gens de qualités ».